# Majbrit Berlau
Majbrit Berlau (født 19. april 1977) er uddannet socialrådgiver og har været generalsekretær i Sex & Samfund siden august 2022.[kilde mangler]
Berlau  er desuden blandt andet formand for Driftsfonden Mændenes Hjems bestyrelse og medlem af Rådet for Socialt Udsatte.  

## Karriere
I 2019-2022 var Berlau næstformand i FH - Fagbevægelsens Hovedorganisation.
Den 24. november 2012 tiltrådte hun som formand for Dansk Socialrådgiverforening, efter at hun ved en urafstemning blandt medlemmerne fik 71,6 pct. af stemmerne.
Berlau blev i 2007 formand for Dansk Socialrådgiverforening i region Øst og var gennem otte år medlem af foreningens hovedbestyrelse.
I en periode var hun midlertidigt medlem af Folketinget for Enhedslisten som stedfortræder for Pernille Rosenkrantz-Theil og medlem af Enhedslistens hovedbestyrelse
Berlau har tidligere været ansat i Stenløse Kommunes og senere Egedal Kommunes kontanthjælpsteam, og i 2005 blev hun medlem af Den alternative Velfærdskommission.
I 2004 var Berlau opstillet som kandidat for Folkebevægelsen mod EU til valget til Europa-Parlamentet, og hun var tidligere medlem af Folkebevægelsens forretningsudvalg.

## Privat
Majbrit Berlau er datter af Jeanne Berlau og Henrik Berlau (tidligere MF for Fælles Kurs og tidligere formand for Sømændenes Forbund). Hun er gift med Khaled Mustapha, bor i bofællesskab og har to døtre.